# Chonothea hians
Chonothea hians is een zeespin uit de familie Ascorhynchoidea. De soort behoort tot het geslacht Chonothea. Chonothea hians werd in 1983 voor het eerst wetenschappelijk beschreven door Nakamura & Child. 